# Slanec

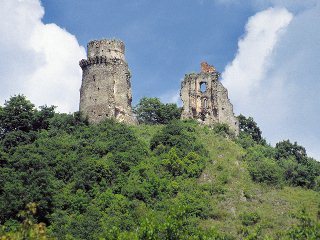
Slanec

Slanec (Hongaars: Nagyszalánc) is een Slowaakse gemeente in de regio Košice, en maakt deel uit van het district Košice-okolie.
Slanec telt 1.365 inwoners.